# Hiroyuki Takahashi (Fußballspieler)
Hiroyuki Takahashi (japanisch 高橋 宏幸 Takahashi Hiroyuki; * 6. Mai 1983 in der Präfektur Chiba) ist ein ehemaliger japanischer Fußballspieler.

## Karriere
Takahashi erlernte das Fußballspielen in der Schulmannschaft der Ryutsu Keizai University Kashiwa High School. Seinen ersten Vertrag unterschrieb er 2002 bei den Tokyo Verdy. Der Verein spielte in der höchsten Liga des Landes, der J1 League. Ende 2003 beendete er seine Karriere als Fußballspieler.